# اتو شوبیگر
اتو شوبیگر (انگلیسی: Otto Schubiger; ۶ ژانویهٔ ۱۹۲۵ – ۲۸ ژانویهٔ ۲۰۱۹) بازیکن هاکی روی یخ اهل سوئیس بود.